# SIG MKMS
SIG MKMS — пистолет-пулемёт, разработанный в начале 1930-х годов швейцарской компанией Schweizerische Industrie Gesellschaft.
Серийный выпуск пистолета-пулемёта MKMS был начат в 1934 году. Выпускался в нескольких модификациях (SIG MKPS, MKMS, MKPO, MKMO).
До 1941 года общий выпуск всех четырёх моделей составил порядка 1200 штук (в основном из-за высокой цены). Покупателями этих образцов являлись Финская армия, некоторые полицейские подразделения Швейцарии и папская швейцарская гвардия Ватикана.

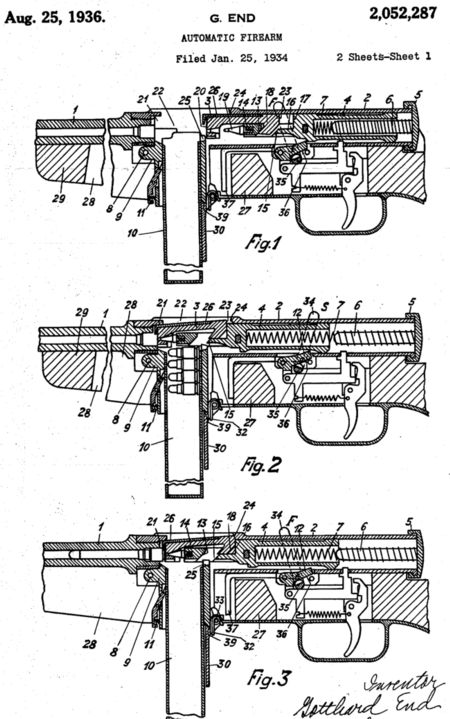
Патентный чертеж, 1934 г.

## Дизайн
В SIG MKMO использовалась операционная система с полусвободным затвором, которая удерживала патрон в патроннике достаточно долго, чтобы давление внутри ствола снизилось до безопасного уровня. Эта система была адаптирована Готтардом Эндом (Gotthard End) на основе конструкции Джона Педерсена, впервые использованной в пистолете Remington Model 51 . Это было также первое личное оружие со складным колодцем магазина, где магазин и отсек для магазина можно было поворачивать горизонтально и хранить в полости деревянного цевья. Это сделало транспортировку автомата со снаряженным магазином в небоевой ситуации намного менее сложной по сравнению с оружием с традиционными магазинными колодцами. Простая система защелки освобождает магазин из сложенного положения, что позволит быстро его разложить и вставить магазин в боевое положение.
Система полусвободного затвора с повторяла систему Remington Model 51 Джона Педерсена, только с запорной выемкой над, а не под затвором. Когда огнестрельное оружие находится в положении «патрон в патроннике», затвор находится немного впереди фиксирующего выступа в рамке. Когда патрон выстрелен, затвор и затворная рама перемещаются вместе на небольшое расстояние назад за счет энергии патрона, как в стандартной системе со свободным затвором. Когда затвор касается выступа для запирающего плеча, он останавливается, приходя в положение аналогичное запертому. Затворная рама продолжает двигаться назад с импульсом, который она приобрела в начальной фазе. Эта задержка (пока затвор заперт) позволяет давлению в патроннике упасть до безопасного уровня. Как только пуля покидает ствол и давление падает, гильза патрона извлекается из патронника, затвор и затворная рама откатываются в заднее положение сжимая боевую пружину и цикл повторяется.